# Pietroasa (župa Timiș)
Pietroasa je obec v župě Timiș v Rumunsku. Žije zde přibližně 1 000 obyvatel. Součástí obce jsou i tři okolní vesnice.

## Části obce
- Pietroasa – 299 obyvatel
- Crivina de Sus – 237 obyvatel
- Fărășești – 216 obyvatel
- Poieni – 260 obyvatel